# 菲赫特
菲赫特（荷蘭語：Vught）是位於荷蘭南部的一個市镇，在行政區劃上屬於北布拉班特省。在二戰期間這裡曾有納粹德國的集中營。現在這裡還有一座監獄。

## 外部連結
- 官方网站
- Kamp Vught （页面存档备份，存于）
- Vughts Historisch Museum （页面存档备份，存于）